# Idioma aghul
Aghul es una lengua caucásica nororiental hablada por los aghuls en el sur de Daguestán, Rusia y Azerbaiyán . Lo hablan unas 29.300 personas (censo de 2010).

## Clasificación
Aghul pertenece al grupo Samur oriental de la rama lezgica de la familia de lenguas caucásicas nororientales.

## Distribución geográfica
En 2002, el aghul lo hablaban 28.300 personas en Rusia, principalmente en el sur de Daguestán, así como 32 personas en Azerbaiyán.

### Idiomas relacionados
Hay nueve idiomas en la familia de lenguas lezgianas, a saber: Aghul, Tabasaro, Rutul, Lezgiano, Tsakhur, Budukh, Kryts, Udi y Archi.

## Fonológia
Aghul tiene consonante epiglotal contrastiva.
Aghul hace, como muchas lenguas caucásicas nororientales, una distinción entre consonantes tensas con longitud concomitante y consonantes débiles. Las consonantes tensas se caracterizan por la intensidad (tensión) de la articulación, lo que naturalmente conduce a un alargamiento de la consonante, por lo que tradicionalmente se transcriben con la longitud diacrítica. La geminación de la consonante en sí no crea su tensión, pero las consonantes morfológicamente tensas a menudo derivan de la unión de dos consonantes débiles únicas. Algunos dialectos aghul tienen una cantidad especialmente grande de consonantes de tiempo inicial permitidas.

### Vocal
|         | Anteriores | Centrales | Posteriores | Posteriores |
| ------- | ---------- | --------- | ----------- | ----------- |
| Cerrada | i          |           | ɯ           | u           |
| Media   | e          |           |             |             |
| Abierta |            | a         |             |             |

### Consonantes
|                      |                     |                     | Labiales | Dentales | Dentales | Alveolares | Alveolares | Palatales | Velares | Uvulares | epiglotal | Glotales |
| planas               | sibilantes          | planas              | Labiales | labiales |          |            |            | Palatales | Velares | Uvulares | epiglotal | Glotales |
| -------------------- | ------------------- | ------------------- | -------- | -------- | -------- | ---------- | ---------- | --------- | ------- | -------- | --------- | -------- |
| Nasales              | Nasales             | Nasales             | m        | n        | n        |            |            |           |         |          |           |          |
| Oclusivas/ Africadas | Sonoras             | Sonoras             | b        | d        | d        | d͡ʒ         | d͡ʒʷ        |           | ɡ       |          |           | ʔ        |
| Oclusivas/ Africadas | Sordas              | fortis              | pː       | tː       | t͡sː      | t͡ʃː        | t͡ʃːʷ       |           | kː      | qː       |           | ʔ        |
| Oclusivas/ Africadas | Sordas              | lenis               | p        | t        | t͡s       | t͡ʃ         | t͡ʃʷ        |           | k       | q        |           | ʔ        |
| Oclusivas/ Africadas | eyectivas           | eyectivas           | pʼ       | tʼ       | t͡sʼ      | t͡ʃʼ        | t͡ʃʷʼ       |           | kʼ      | qʼ       |           | ʔ        |
| Fricativas           | Sordas              | fortis              | fː       | sː       | sː       | ʃː         | ʃːʷ        |           | xː      | χː       |           |          |
| Fricativas           | Sordas              | lenis               | f        | s        | s        | ʃ          | ʃʷ         |           | x       | χ        |           |          |
| Fricativas           | Sonoras             | Sonoras             | v        | z        | z        | ʒ          | ʒʷ         |           |         | ʁ        | ʢ         | ɦ        |
| Vibrantes múltiples  | Vibrantes múltiples | Vibrantes múltiples |          |          |          | r          |            |           |         |          | ʜ         |          |
| Aproximantes         | Aproximantes        | Aproximantes        |          | l        | l        |            |            | j         |         |          |           |          |

- La oclusiva glotal transcrita aquí se denomina de manera bastante ambigua "consonante laríngea glotálica" por la fuente.

## Alfabeto
| А а   | Б б   | В в   | Г г   | Гъ гъ | Гь гь | Гӏ гӏ |       |  |
| Д д   | Дж дж | Е е   | Ё ё   | Ж ж   | З з   | И и   | Й й   |  |
| К к   | Кк кк | Къ къ | Кь кь | Кӏ кӏ | Л л   | М м   | Н н   |  |
| О о   | П п   | Пп пп | Пӏ пӏ | Р р   | С с   | Т т   | Тт тт |  |
| Тӏ тӏ | У у   | Уь уь | Ф ф   | Х х   | Хъ хъ | Хь хь | Хӏ хӏ |  |
| Ц ц   | Цӏ цӏ | Ч ч   | Чч чч | Чӏ чӏ | Ш ш   | Щ щ   | ъ     |  |
| ӏ     | ы     | ь     | Э э   | Ю ю   | Я я   |       |       |  |

## Gramática

### Casos
Hay cuatro casos centrales: absolutivo, ergativo, genitivo y dativo, así como una gran serie de casos locativos. Todos los casos distintos del absolutivo (que no está marcado) y el ergativo llevan el sufijo ergativo antes de su propio sufijo.

### Adjetivos
Los adjetivos independientes y predicativos toman marcador numérico y marcador de clase;  también caso si se usa como nominal. Como atributo son invariables. Así idžed "bueno", ergativo, idžedi, etc. -n, -s; pl. idžedar;  pero Idže insandi hhuč qini "El buen hombre mató al lobo" (sujeto en caso ergativo).

### Pronombres

#### Pronombres personales
|   | Singular (Aghul) | Plural (Aghul)     | Singular (Tokip) | Plural (Tokip) |
| - | ---------------- | ------------------ | ---------------- | -------------- |
| 1 | zun              | čin (ex), xin (in) | či (ex), xi (in) | či, xi         |
| 2 | wun              | čun                | čun              | ču             |